# Nishinoshima, Shimane
Nishinoshima (japanska: 西ノ島町?, Nishinoshima-chō) är en landskommun (köping) i Shimane prefektur i Japan.  Kommunen är en del av Okiöarna och omfattar hela ön Nishinoshima och kringliggande småöar, bland annat Hoshikamijima, Futamatajima och Okazuroshima.